# Röda Kvarn, Helsingborg

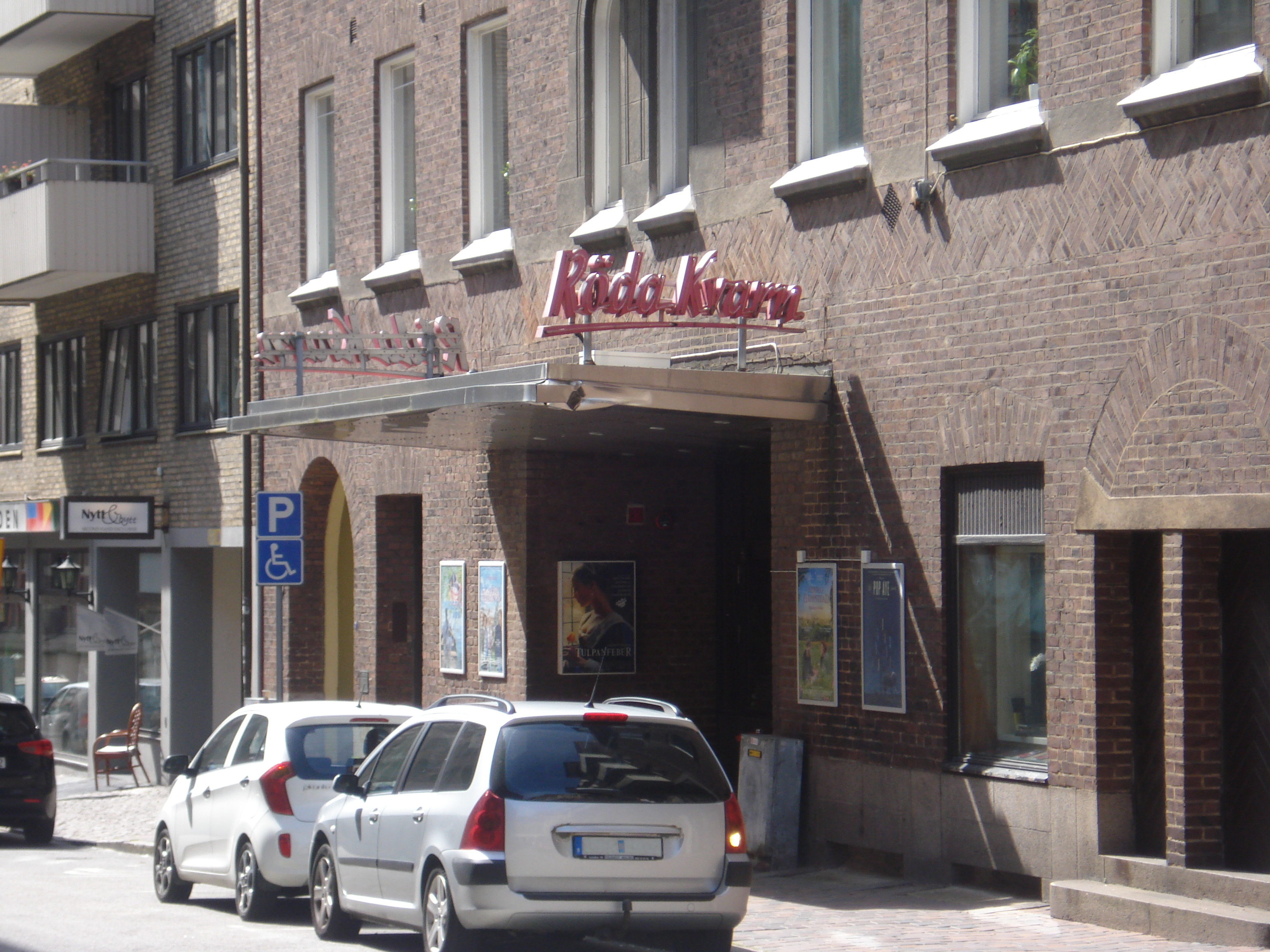
Röda Kvarn i augusti 2017.

Röda Kvarn är en biograf på Karlsgatan 7 i centrala Helsingborg. Det är stadens äldsta biograf som fortfarande visar film. Biografen invigdes i april 1918 med Viktor Sjöströms Berg-Ejvind och hans hustru som första film.

## Bioverksamheten
Biografen invigdes under filmens första stora glansperiod på 1920-talet. Dess första ägare var Svenska Bio, men redan året efter invigningen, 1919, gick Svenska Bio samman med Skandinaviska Biograf AB och tillsammans bildade man Svensk Filmindustri (SF). SF förvaltade biografen fram till november 1986, då man flyttade sin verksamhet till den nya Filmstaden på Södergatan. Verksamheten låg då nere under en kortare period fram till dess att Folkets Bio tog över driften 1987, med Helsingborgs stad som förvaltare. Kulturnämnden i Helsingborg beslutade 1999 att omvandla biografens verksamhet där bland annat en ombyggnad ingick. 2000 sa man upp avtalet med Folkets Bio och överlät istället driften till Triangelfilm. På grund av felaktig uppsägning av avtalet tvingades kulturnämnden betala Folkets Bio 300 000 i skadestånd. När Triangelfilm köpte biografkedjan Sandrew Metronome och bildade Astoria Cinemas fick man då två biografer i Helsingborg, Röda Kvarn och det tidigare Capitol i Konserthuset. Detta ansåg man var en för mycket och 2005 sa man upp avtalet med kommunen om Röda Kvarn och stängde biografen i december samma år. Kulturnämnden ansåg däremot att en biograf för kvalitetsfilm krävdes i staden och började därför förhandla om ett avtal med både SF och Astoria Cinemas om att bedriva verksamheten med subventionerad hyra. Ursprungligen krävde man att företagen skulle visa kvalitetsfilm, bedriva skolbio, samt upplåta lokaler åt filmklubbar, men när avtalet skrevs med Astoria om att åter öppna bion var det enda återstående kravet att var femte film skulle vara en så kallad kvalitetsfilm.
Röda Kvarn öppnade åter i februari 2006. Samma år hamnade Astoria Cinemas i ekonomiska problem, med alltför höga skulder som största anledning. Detta ledde till att man sålde alla biografer utanför de tre storstäderna till SF Bio. SF Bio angav först att man skulle lägga ner biografen och verksamheten låg nere fram till september 2007 då SF startade projektet "Smultronstället" i flera biografer runt om i Sverige, varav Röda Kvarn var en.
När SF:s avtal gick ut valde kommunen att i stället skriva ett avtal med Folkets hus och parker, och SF lämnade biografen våren 2010 tillsammans med all teknisk utrustning. Den 29 oktober 2010 invigdes bion i den nya regin med ny analog och digital utrustning till båda salongerna.
I Röda Kvarn har även Helsingborgs Filmstudio, samt den mer ungdomsinriktade filmstudion Cinematica sin verksamhet.

## Byggnaden
Biografen är inrymd i en trevåningsbyggnad i nordisk nationalromantisk stil, uppförd 1917–1918 i brunflammigt tegel i kryssförband och mansardvåning, ritad av arkitekt Ola Anderson. Över den central placerade vindfångsentrén skjuter ett skärmtak i betong ut, som lades till byggnaden 1930. På skärmtaket står "Röda Kvarn" skrivet i neontext och över detta skjuter ett burspråk i natursten ut på tredje våningen. Över detta kröns byggnaden av ett burspråk med trappgavel. Fönsterna är vita och av korspostmodell på översta våningen, samt mansardvåningen. Fönsterna på andra våningen saknar indelning. På andra och tredje våningen markeras fönsterraderna genom en rad av natursten som löper längs fönstrens fot. 
Interiört bestod salongen ursprungligen av både kolonner och stuckaturornament, med detta revs ut vid en modernisering på 1940-talet. Vid denna renovering tillkom de övre balkongerna i betong. 2000 gjordes ännu en invändig renovering då biografen omvandlades till att innehålla två salonger.